# Deputy
Deputy fue una serie de televisión estadounidense de drama policíaco creada por Will Beall y David Ayer. La serie comenzó a desarrollarse en octubre de 2018. En enero de 2019, Fox había dado a la serie, una orden de la producción del piloto. En mayo de 2019, Fox había ordenado la producción de la serie. La serie se estrenó el 2 de enero de 2020, y finalizó el 26 de marzo de 2020.
En abril de 2020, Fox canceló la serie después de una temporada.

## Sinopsis
Un drama policial moderno que mezcla el espíritu de un western clásico con una actitud moderna y una autenticidad arraigada. Cuando muere el Sheriff del condado de Los Ángeles, una regla arcana forjada en el Salvaje Oeste empuja al hombre más improbable al trabajo: un agente de la quinta generación, más cómodo derrotando a los malos que navegando por un mar de política. Dirige un hábil equipo de seres humanos ambiciosos y complicados que no descansarán hasta que se haga justicia.

## Elenco
- Stephen Dorff como el diputado Bill Hollister, que asume el cargo de Sheriff del condado de Los Ángeles después de que su predecesor muriera de un ataque al corazón.
- Yara Martinez como la Dra. Paula Reyes, La esposa que apoya a Bill.
- Brian Van Holt como Cade Walker[6]
- Siena Goines como Rachel Delgado
- Bex Taylor-Klaus como Breanna Bishop, una investigadora experimentada en la oficina del Sheriff.
- Shane Paul McGhie como Joseph Blair[7]
- Mark Moses como Jerry London
- Danielle Moné Truitt como Charlie Minnick

## Episodios
| N.º | Título                   | Dirigido por       | Escrito por                                                     | Fecha de emisión original | Audiencia (millones) |
| --- | ------------------------ | ------------------ | --------------------------------------------------------------- | ------------------------- | -------------------- |
| 1 | «Graduation Day»         | David Ayer         | Will Beall                                                      | 2 de enero de 2020        | 4,75                 |
| Tras la repentina muerte de su superior Bradford, Bill Hollister, como su diputado de mayor antigüedad, es nombrado sheriff hasta que se puedan celebrar elecciones. Al encontrarse en un mundo donde la política se superpone a las prioridades policiales, Bill desafía el protocolo al participar personalmente en una redada en un escondite de una banda, durante la cual un gánster es asesinado delante de sus hijos. Bill anima a su amigo Cade a considerar la posibilidad de adoptar a los niños, ya que él y su esposa tienen problemas para concebir. El ahijado de Bill, Joseph, es atacado mientras está de servicio en la cárcel del condado; un recluso le roba el uniforme y se escapa. Bajo un intenso escrutinio, Bill contempla la posibilidad de renunciar, pero tanto su esposa como la subordinada Brianna lo persuaden de lo contrario. Después de cerrar una operación del ICE que él considera éticamente incorrecto, Bill lleva a Brianna y a Cade a un asalto montado para rescatar a la hija secuestrada de un lavador de dinero del cártel usando la información proporcionada por Joseph. Brianna mata al recluso, la niña se salva y el lavador acepta cooperar. Cade le dice a su hijo recién adoptado que si tiene la intención de vengar la muerte de su padre, tendrá que quedarse y vigilarlo. Bill impide que Joseph renuncie, pero se niega a ponerlo en el frente de batalla. |                          |                    |                                                                 |                           |                      |
| 2 | «10-8 Outlaws»           | David Ayer         | Kimberly Ann Harrison                                           | 9 de enero de 2020        | 4,03                 |
| Bill sigue luchando con las responsabilidades de su nuevo cargo, que en gran medida implican sentarse en reuniones, ocuparse de tareas burocráticas que le parecen aburridas, y alejarse de la rutina diaria de atrapar a los criminales. Todo eso cambia cuando Roman Burgin, un ladrón profesional que Bill desprecia por haber paralizado a una quinceañera durante su último trabajo, vuelve a las andadas después de salir de la cárcel. Bill organiza una cacería humana e insiste en participar en contra del consejo de Brianna de que tiene que empezar a aprender a dirigir las cosas como un líder, no como un soldado. Mientras se prepara para su primer día de patrulla, Joseph ve a su instructor Luna compartiendo un beso con su colega el diputado Charlie, una posible violación de las reglas del departamento. Joseph acepta guardar silencio a petición de Luna. Burgin roba dinero y una motocicleta de un punto de entrega de un cártel y se prepara para huir a través de la frontera; Bill ordena el cierre de las carreteras en respuesta. Enfurecido por la actitud arrogante de su jefe y por la entrega de los papeles de divorcio por parte de su esposa, el sub-sheriff de Londres mete a Charlie en un plan para socavar a Bill. Burgin es interceptado y puesto bajo custodia. Esa noche, Bill se reúne con Genevieve, la novia de Brianna, y le da a Cade consejos sobre paternidad. Mientras recogía comida y bebidas con Joseph, a Gabriel le disparan y termina gravemente herido. |                          |                    |                                                                 |                           |                      |
| 3 | «10-8 Deputy Down»       | Chris Grismer      | John Coveny                                                     | 16 de enero de 2020       | 3,66                 |
| Tras el tiroteo de Luna, todo el departamento tiene como prioridad encontrar a su agresor. Sin embargo, Bill niega la petición de Joseph de unirse, asignándolo a la seguridad de Luna. Un Minnick desconsolado lo convence de que la ayude a arrestar a un hombre que amenazó a Luna, que resulta ser uno de sus informantes que mantiene su tapadera. Bill y Cade utilizan al viejo amigo de Bill, un barbero al que llaman «El Alcalde», para ayudarles a rastrear el arma usada en el tiroteo. Esto los lleva a un convicto en libertad condicional que admite que ya vendió el arma. London intenta avergonzar a Bill anunciando falsamente el arresto del tirador a los medios. Luna muere por complicaciones de la cirugía y su muerte es reportada formalmente al departamento. Basándose en la palabra del sospechoso, Bill encuentra al verdadero tirador, un enfermo mental llamado Donald Murphy que disparó a Luna después de confundirlo con su padre abusivo. En lugar de dejar que sus ayudantes persigan y potencialmente disparen a Murphy, Bill lo arresta personalmente. Joseph le da a Minnick un collar perdido que Luna le regaló, ganándose su perdón. |                          |                    |                                                                 |                           |                      |
| 4 | «10-8 Firestone»         | Milan Cheylov      | Historia de: Atticus East Guion de: Clay Senechal & John Coveny | 23 de enero de 2020       | 3,26                 |
| Valeria, una antigua informante de Bill de cuando trabajaba en Narcóticos como ayudante, es arrestada durante una redada en la casa de un contrabandista. Bill la lleva a su casa por seguridad, donde Paula descubre que ella y su esposo tuvieron una relación hasta que él fue apuñalado protegiéndola, que fue la misma noche en que se conocieron. Un trabajador social les dice a Cade y Theresa que necesitan determinar si sus hijos adoptivos quieren quedarse con ellos. Minnick es asignada como la nueva oficial de entrenamiento de Joseph, y secretamente acepta una oferta de London para usar su posición para espiar a Bill y así no arriesgarse a un ascenso prometido. Bill se pone en contacto con el DHS, que acepta poner a Valeria en protección de testigos si se vuelve contra sus empleadores. Nombra a su compañero de contrabando como Ernesto Díaz, a quien Bill ordena liberar de la custodia, sospechando correctamente que sus compañeros gánsteres lo torturarán por temor a que hable. Cade dirige un escuadrón para arrestar a los miembros del cártel, mientras Ernesto huye y es atropellado tratando de escapar. Con su último aliento, le dice a Bill que el cártel encontrará a Valeria. Joseph sale a tomar una copa, pero el camarero le ignora. Un extraño le invita a su mesa. |                          |                    |                                                                 |                           |                      |
| 5 | «10-8 Black & Blue»      | Chris Grismer      | Kimberly Ann Harrison & Gregory Yeoman                          | 30 de enero de 2020       | 3,34                 |
| Matthew Evans, un amigo de la infancia de Joseph, está acusado de asesinar al capo de la droga Trent Anderson. Aunque Evans insiste en que él no fue responsable, Bill se comunica con Johnson, el detective de la policía de Los Ángeles que lleva el caso, y se entera de que estuvo en contacto con Anderson con planes de empezar a traficar él mismo. Los esfuerzos de Joseph para investigar el tiroteo también se complican por la hostilidad mostrada hacia él como policía negro; Minnick interviene para ofrecer sus ideas sobre cómo lidiar con el hecho de tener dos identidades separadas, pero mutuamente exclusivas. Paula pide que la despidan cuando le dicen que el hospital está recortando los fondos de su departamento, pero Bill le dice que se quede y luche. Un socio de Evans le paga la fianza con la intención de silenciarlo. Joseph y Minnick lo atrapan con las manos en la masa y el tirador se da la vuelta, revelando que Johnson está sucio e hizo matar a Trent para ocultar sus crímenes. Bill lo pone bajo custodia, consciente de que al hacerlo se enemistará con la policía de Los Ángeles. Cade se entera de que Theresa podría finalmente estar embarazada. London decide presentarse a sheriff. Bill va a ver a su anciano padre Will, que poco a poco va perdiendo sus facultades mentales, y lo lleva a montar a caballo. |                          |                    |                                                                 |                           |                      |
| 6 | «10-8 Do No Harm»        | Rachel Leiterman   | Rick Dunkle                                                     | 6 de febrero de 2020      | 3,52                 |
| London finaliza su divorcio, y le pide a Bill que lo apoye como sheriff para evitar una fea campaña. Mientras están de servicio en la cárcel del condado, Paula y su personal son tomados como rehenes por un recluso, David Browder, y su novia psicótica Rose; ella exige, a punta de pistola, que Paula realice una cirugía para salvar a su novio. En contra del consejo de London de que está demasiado involucrado emocionalmente, Bill se hace cargo y hace un trato con Rose para cambiar algunos de los rehenes por equipo médico. Sin embargo, cuando intenta entrar en la cárcel, se entera de que Rose se ha anticipado a esto, habiendo hecho extensos preparativos. Bill hace el único movimiento que le queda: ofrecerse como rehén, junto con la promesa de que les ayudará a escapar, a cambio de la liberación de Paula. La cirugía se completa, y Rose acepta el trato. Bill instruye a Cade para que mate a Rose cuando lleguen al tejado, pero ella se da cuenta del plan y lo lleva a él, a Paula y al resto de los rehenes al tejado disfrazados. Mientras el helicóptero desciende, Bill se quita el disfraz, dándole a Cade el tiempo justo para disparar a Rose. David es puesto bajo arresto, y Bill y Paula tienen una reunión llorosa con Maggie. |                          |                    |                                                                 |                           |                      |
| 7 | «10-8 Search and Rescue» | Toa Fraser         | Ian McCulloch                                                   | 13 de febrero de 2020     | 3,42                 |
| En medio de un gran incendio que consume a Santa Clarita, Bill se une a Cade en una misión para encontrar a una chica desaparecida llamada Tulsa. Determinan que Tulsa es una víctima de secuestro y hacen que Minnick y Joseph encuentren la casa de su secuestrador, rescatando a otra niña y a una mujer que resulta ser su esposa. Admite que su esposo es un asesino en serie que ha estado secuestrando a mujeres jóvenes que le resultan atractivas y luego las lleva a las montañas para asesinarlas cuando se hacen demasiado «viejas» para él. Cade tiene que quedarse atrás cuando el secuestrador dispara a una caravana, así que Bill continúa la persecución solo y encuentra a Tulsa. Golpea severamente al secuestrador y lo arresta. Brianna sufre una conmoción cerebral en un accidente de coche y pasa algún tiempo en el hospital, donde le dispara a Paula por hacer preguntas personales. Más tarde, visita la casa de la familia y revela que ha estado luchando con su identidad de género durante algún tiempo y ha estado tomando hormonas masculinas. Maggie asalta a un reportero mientras finge la gripe para faltar a la escuela. Cuando Bill se entera, le dice a Paula y Maggie que quiere que le ayuden a decidir si debe continuar sirviendo como sheriff. |                          |                    |                                                                 |                           |                      |
| 8 | «10-8 Selfless»          | Peter Leto         | Clay Senechal                                                   | 20 de febrero de 2020     | 3,33                 |
| Cade se topa con el caso de un veterano sin hogar, que fue golpeado hasta la muerte en su tienda. Decidido a no dejar que el asesinato del hombre se descarte como tantos otros, visita el grupo de apoyo al que había asistido, que casualmente es el grupo que ayudó a salvarlo años antes cuando estaba sin hogar. Bill se ve presionado por los administradores de la ciudad para que declare su candidatura o apoye a London; a pesar de su creencia de que London no está en condiciones de ser sheriff, Bill está preocupado por las cargas del trabajo y cómo afectan a su familia. Cade obtiene una nueva pista cuando Joseph y Minnick encuentran un guardia de seguridad que coincide con la descripción de un sospechoso. El hombre es interrogado, y revela que le pagaron para matar al veterano. Siguiendo el dinero, Bill arresta a Neal Ahern, un rico promotor inmobiliario que planeó el asesinato en un intento de sacar a los sin techo de cerca de su nuevo edificio. Brianna obtiene el consentimiento de Bill para su decisión de transferirse a Crímenes Prioritarios como analista. Anticipándose al anuncio formal de Bill de su candidatura, Minnick accede al archivo de su departamento para tratar de desenterrar la suciedad de London. |                          |                    |                                                                 |                           |                      |
| 9 | «10-8 Entitlements»      | Laura Belsey       | Kimberly Ann Harrison & Rick Dunkle                             | 27 de febrero de 2020     | 3,65                 |
| London utiliza su influencia para obligar a Bill a investigar una serie de robos dirigidos a propietarios de viviendas adinerados (y posibles donantes). Cade y Brianna se enteran de que los ladrones son chicos ricos aburridos que participan en una competición nacional por la fama y la notoriedad, pero las apuestas se elevan de repente cuando una mujer es disparada y casi asesinada durante un robo fallido. La madre de Paula la visita para ayudar a planear la fiesta de quince años de Maggie y descubre que su nieta tiene un novio secreto. Bill se reúne con activistas de la comunidad a insistencia de London; ellos prometen darle todo su apoyo en caso de que decida postularse. Los chicos son atrapados, y Bill desafía con éxito a London a hacer lo correcto y a presentar cargos, mientras declara a la prensa que los ricos de la ciudad necesitan un ajuste de cuentas. Después de salvar la vida de Minnick, Joseph comienza a contemplar seriamente sus crecientes sentimientos por ella. Cade y Teresa son informados de que sus hijos adoptivos podrían tener que volver con sus padres biológicos. Brianna rompe con su novia cuando ella se niega a aceptar su nueva identidad. Cuando Bill llega, ella pide que la llamen sólo Bishop de ahora en adelante. |                          |                    |                                                                 |                           |                      |
| 10 | «10-8 School Ties»       | Carol Banker       | Ian McCulloch & William L. Rotko                                | 5 de marzo de 2020        | 3,33                 |
| La fiscal Carol Riley anuncia su candidatura a sheriff, y rechaza los intentos de London de hacerse amiga de ella. Isobel, la amiga de Minnick, roba una bolsa de dinero de un cártel, poniendo su vida en peligro. Bill conoce al novio de Maggie, Wyatt, y lo interroga, molestándola. Cade y Theresa dejan que sus hijos pasen el día con su abuela, y se sorprenden al saber que el acuerdo podría ser permanente. Isobel llama a Minnick y se esconde en una biblioteca cercana, donde Minnick y Joseph la siguen mientras Bill y Cade tratan con los hombres del matón. Isobel pone sus manos en el arma del bravucón, pero Minnick le dice que la deje y lo arresta mientras se asegura de que no la acusen. Bill le ofrece a Minnick su tan esperado ascenso, pero ella lo rechaza, diciendo que quiere terminar el entrenamiento de Joseph. Bill contacta a un reportero con información perjudicial sobre el fiscal Riley, y consigue que Maggie le perdone por entrometerse en sus decisiones personales. London le pide a Minnick que le ayude de nuevo, pero ella le dice que su relación ha terminado ya que no se siente cómoda traicionando la confianza de Bill. London deja claro que tiene la intención de que Bill y Riley se destruyan mutuamente para poder ser sheriff. |                          |                    |                                                                 |                           |                      |
| 11 | «10-8 Paperwork»         | Ben Hernandez Bray | Clay Senechal & Bruce Zimmerman                                 | 12 de marzo de 2020       | 3,53                 |
| La fiscal Carol le informa a Bill que investigará su participación en el caso de Johnson. Minnick y Joseph traen a un hombre con una identificación falsa; Brianna se acerca a sus contactos y se entera de que es un prometedor traficante de cocaína dispuesto a cerrar un gran trato con un cartel mexicano. Cuando el pistolero del cártel ataca la estación mientras el traficante prepara una fuga de la cárcel, la rapidez de pensamiento de Joseph permite una respuesta rápida, que termina con Bill y Cade localizando al fugitivo y desbaratando su operación en el proceso. A Cade y Theresa se les dice que necesitan un caso sólido para que la abuela de sus hijos no obtenga la custodia. Carol entrevista a varios de los oficiales de Bill, pero todos se niegan a cooperar y la investigación se estanca. En respuesta, decide empezar a indagar en la historia de la carrera de Bill, lo que le lleva a decidir que no huirá para evitar que su familia sea el objetivo. Sin embargo, Paula, que cree que ella y Maggie pueden sobrevivir a lo que se les eche encima, lo convence de lo contrario. Joseph tiene que rellenar el papeleo y hablar con un compañero, Carter, que le hace dejar sus responsabilidades y salir a tomar una copa. |                          |                    |                                                                 |                           |                      |
| 12 | «10-8 Agency»            | Chris Grismer      | Rick Dunkle & Ruth Ferrera                                      | 19 de marzo de 2020       | 3,94                 |
| El suegro de Bill, Jorge, lo prepara para la inminente declaración de su candidatura. Minnick y Joseph investigan el asesinato de un hombre rico alejado de sus hijos adultos, y cierran el caso rápidamente cuando Brianna encuentra pruebas de que la esposa trofeo de la víctima le estaba robando mientras tenía una aventura con su hijo. Cade va a ver a la abuela de sus hijos para ofrecerles un compromiso, pero ella se niega, discuten, y Cade teme que use su arrebato contra él en la corte. Paula es incapaz de superar el trauma de ser rehén y finalmente va a ver a Rose, diciéndole que ya no tiene miedo y que Rose debería haber confiado en ella para salvar a su novio. La fiscal Carol amenaza con hacer que Bill y Joseph sean acusados de cargos criminales; Bill la reprende y London le ofrece material que podría destruir su campaña, siempre y cuando ella acepte dejarle ganar. Joseph es testigo de que Carter golpea a un hombre y lo detiene, pero cuando miente para proteger a su amigo, Minnick no tiene más remedio que ponerlo en custodia temporal como castigo. Cade y Bishop informan a Bill que alguien ha estado atacando y asesinando a informantes que trabajan para el departamento. |                          |                    |                                                                 |                           |                      |
| 13 | «10-8 Bulletproof»       | Chris Grismer      | Kimberly Ann Harrison                                           | 26 de marzo de 2020       | 3,93                 |
| Con los cuerpos amontonados, Bill se entera de que el alcalde ha sido secuestrado y ordena a su equipo que encuentre el vínculo común entre todas las víctimas. En medio de todo esto, Cade es informado de que él y Teresa han perdido su caso y casi cae en la tentación de beber hasta que Bill interviene para recordarle que la lucha no ha terminado todavía. Carter le dice a Joseph que al mentir por él, se ha ganado el derecho de unirse a los «Leones», un grupo de policías que se irritan con las reglas del Departamento. Joseph se disculpa con Bill y le dice a Carter que ha terminado de asociarse con él. Bill descubre que Riley se ha estado reuniendo con Johnson y obtuvo de él la lista de informantes, la cual uno de los suyos ha filtrado desde entonces. Enfadado y furioso, convence a Johnson de que nombre al topo y lo hace arrestar, luego se lleva a Brianna, Cade, London, Minnick y Joseph para rescatar al alcalde. Los secuestradores son todos asesinados, y Bill tiene el tiempo justo para llegar a la fiesta de quince años de Maggie con varios de sus amigos. London obliga a Riley a abandonar su investigación y renunciar como fiscal, y destroza su material sobre Bill después de decidir hacer una campaña limpia. Joseph y Minnick comparten un pequeño beso cuando él promete no volver a mentirle nunca más. |                          |                    |                                                                 |                           |                      |

1. ↑  El episodio fue lanzado por primera vez en línea en fox.com, FOX App y Hulu el 1 de enero de 2020.[11]

## Producción

### Desarrollo
El 5 de febrero de 2019, se anunció que Fox había dado a la serie, una orden de la producción del piloto. El piloto fue escrito por Will Beall y David Ayer quienes son los productores ejecutivos, junto con Chris Long y Barry Schindel. Las compañías de producción involucradas con el piloto incluyen a Entertainment One y Fox Entertainment. El 9 de mayo de 2019, Fox había ordenado la producción de la serie. Pocos días después, se anunció que la serie se estrenaría como parte de la mitad de temporada en la primavera de 2020.

### Casting
En marzo de 2019, se anunció que Stephen Dorff, Yara Martinez, Brian Van Holt, Siena Goines, Bex Taylor-Klaus, Shane Paul McGhie y Mark Moses se habían unido al elenco principal de la serie.

## Lanzamiento

### Marketing
El 13 de mayo de 2019, Fox lanzó el primer tráiler oficial de la serie. El 22 de octubre, Fox lanzó un segundo tráiler anunciando su estreno en enero de 2020.

## Recepción

### Críticas
En Rotten Tomatoes la serie tiene un índice de aprobación del 31%, basado en 13 reseñas, con una calificación promedio de 5/10. El consenso crítico del sitio dice, «Mientras que aquellos que buscan un nuevo y elegante procedimiento con algunos matices inesperados encontrarán mucho que les guste, Deputy se ciñe demasiado a sus armas de género para abrir nuevos caminos». En Metacritic, tiene puntaje promedio ponderado de 51 sobre 100, basada en 10 reseñas, lo que indica «críticas mixtas o medias».

### Audiencias
| N.º | Título                   | Fecha de emisión      | ÍA/CP (18–49) | Audiencia (millones) | DVR (18–49) | Audiencia DVR (millones) | Total (18–49) | Audiencia total (millones) |
| --- | ------------------------ | --------------------- | ------------- | -------------------- | ----------- | ------------------------ | ------------- | -------------------------- |
| 1   | «Graduation Day»         | 2 de enero de 2020    | 0,8/4         | 4,75                 | 0,4         | 2,56                     | 1,2           | 7,31                       |
| 2   | «10-8 Outlaws»           | 9 de enero de 2020    | 0,7/3         | 4,03                 | 0,4         | 2,60                     | 1,1           | 6,63                       |
| 3   | «10-8 Deputy Down»       | 16 de enero de 2020   | 0,6/4         | 3,66                 | 0,5         | 2,81                     | 1,1           | 6,48                       |
| 4   | «10-8 Firestone»         | 23 de enero de 2020   | 0,5/3         | 3,26                 | 0,5         | 2,93                     | 1,0           | 6,28                       |
| 5   | «10-8 Black & Blue»      | 30 de enero de 2020   | 0,6/3         | 3,34                 | 0,4         | 2,58                     | 1,0           | 5,93                       |
| 6   | «10-8 Do No Harm»        | 6 de febrero de 2020  | 0,6/3         | 3,34                 | 0,5         | 2,73                     | 1,0           | 6,26                       |
| 7   | «10-8 Search and Rescue» | 13 de febrero de 2020 | 0,5/3         | 3,42                 | 0,5         | 2,64                     | 1,0           | 6,06                       |
| 8   | «10-8 Selfless»          | 20 de febrero de 2020 | 0,5/3         | 3,33                 | 0,5         | 2,72                     | 1,0           | 6,05                       |
| 9   | «10-8 Entitlements»      | 27 de febrero de 2020 | 0,6/3         | 3,65                 | 0,5         | 2,72                     | 1,1           | 6,37                       |
| 10  | «10-8 School Ties»       | 5 de marzo de 2020    | 0,5/2         | 3,33                 | 0,4         | 2,52                     | 0,9           | 5,86                       |
| 11  | «10-8 Paperwork»         | 12 de marzo de 2020   | 0,5/3         | 3,53                 | 0,4         | 2,53                     | 0,9           | 6,06                       |
| 12  | «10-8 Agency»            | 19 de marzo de 2020   | 0,6/3         | 3,94                 | 0,5         | 2,73                     | 1,1           | 6,67                       |
| 13  | «10-8 Bulletproof»       | 26 de marzo de 2020   | 0,5/2         | 3,93                 | 0,4         | 2,58                     | 1,0           | 6.52                       |